# Campoplex townesi
Campoplex townesi là một loài tò vò trong họ Ichneumonidae.